# リュートナン・ド・ヴェソ・ル・エナフ (通報艦)
リュートナン・ド・ヴェソ・ル・エナフ（フランス語：Lieutenant de vaisseau Le Hénaff, F 789）は、フランス海軍のデスティエンヌ・ドルヴ級通報艦9番艦。艦名は第二次世界大戦中、捕虜となりダッハウ強制収容所に連行されて死亡したイヴ・ル・エナフ海軍大尉（Yves Le Hénaff）に由来する。

## 艦歴
「リュートナン・ド・ヴェソ・ル・エナフ」は、DCNロリアン工廠で建造され1977年3月21日に起工、1978年9月16日に進水、1980年2月13日に就役する。
1979年11月3日にカンペールと命名都市の関係を結んでいる。「リュートナン・ド・ヴェソ・ル・エナフ」は海外領土や経済水域の警備の他に、潜水艦部隊の支援や法執行活動および救難を担当し海洋における諸任務に当たる。
2000年6月、グディニャに寄港しポーランドとの多国間演習をバルト海で実施する。同年12月に紅海でのホル・アンガル作戦（Khor Angar）を「F794 アンセーニュ・ド・ヴェソ・ジャクベ」に引継いで東南アジアへ向かう。ジブチに到着して4日後に出港し、2001年1月に東南アジア・マラッカ海峡にて海賊捜索の任務に就くが海賊を発見することはできなかった。帰路の途中の3月にイスラエル・エイラートに寄港する。
2002年6月に西アフリカ沖合いの公海上にてカンボジア籍のばら積み貨物船「ウィナー（Winner）」を麻薬密輸疑いで臨検した。この際、警告射撃のため20mm機関砲を発射、さらに突入した特殊部隊コマンドー・ジョベールにより船員12名を拘束する際に、不審な行動をとった1名を負傷させ、その後医療措置が施された。
2003年3月にはガリシア州沖で沈没したタンカーから流出した原油を回収する任務に就く。2004年2月から3月までコルンベ75任務（Corymbe 75）のため西アフリカ諸国を訪問する。同年6月にはトーゴ・ロメ沖にて遭難したナイジェリアのフェリー「ドナ＝エルヴィラ（Doña-Elvira）」の救助をする。
2005年7月22日、西インド諸島にて活動中のところ、プエルトリコ北東約600海里で不審ボートを発見・拘束し、コカイン1.5トンを押収した。2007年5月14日から25日にかけて、陸軍部隊をラ・ロシェルからキブロンまで輸送するスケレオ演習（Skreo）に参加。この演習では「L9013 ミストラル」を基幹に揚陸艦「オラージュ（Orage）」と第6軽機甲旅団が参加した。この任務なかの5月18日にレ島付近で遭難したウィンドサーファーの救助を行なっている。
2007年10月には大西洋にてNATO諸国海軍とスポンテックス対潜演習（Spontex）に参加する。2008年3月11日から21日にかけてブルターニュ半島およびノルマンディー海岸沖でのモールスコール演習（Morskoul）に参加する。その後3月末から6月にかけてコルンベ93任務（Corymbe 93）のため西アフリカ諸国を訪問する。
2009年10月12日にDCNSのドックにATM改修のため入渠し各種整備と兵装の交換がなされ、2010年1月下旬に終了する予定。
2013年1月21日、マリ共和国への軍事介入であるセルヴァル作戦で陸軍部隊の輸送任務に従事する「L 9015 ディクスミュード」を護衛するため、トゥーロン港からセネガルのダカール港まで航行、1月31日にダカール港に到着する。